# ارکیده خورشیدی تاج‌دار
ارکیده خورشیدی تاج‌دار (نام علمی: Thelymitra irregularis) نام یک گونه از سرده ارکیده‌های خورشیدی است.